# 食用冰塊

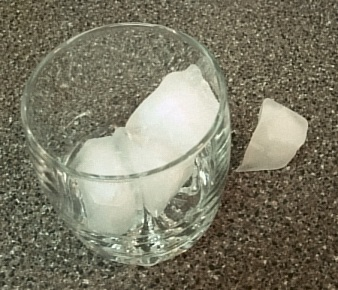
裝在玻璃杯中的冰塊

食用冰塊是一種小型、大約像正方體的冰塊。通常是用來放在飲料裡，讓飲料冰冷，制成冰饮料。比容易溶解的沙冰要來的廣泛運用。在調酒裡，冰塊是影響調酒味道的必備之物，在英語中有俗稱要加冰塊的調酒為「on the rocks」。
傳統上，在歐洲，飲料是不加冰銷售的。在印度或其他國家，祭祀用的酒如加冰塊被視為是不健康的。許多老一輩的印度人依然不喝加冰塊的酒。而在東亞地區，冰塊的歷史悠久，在明、清兩朝及朝鮮王朝的皇宮中亦建有地下冰庫。在中國的皇宮，夏日時可取冰加在酸梅湯等冷飲中，稱做「冰珠」。當時的皇家冰窖也就是今日北京的雪池胡同一帶。
现代食品加工中，冰塊一般來說是透過加水在冰塊盒中冷卻後製造出來的，目前世界上許多的冰箱都有自動製冰機，能夠自行製造冰塊並將它們儲存在固定的小盒中，以利隨時取用。由冰箱的自動製冰機做出來的冰塊，一般來說比冰塊盒做出來的要長，而且比較細。以利製冰機能自動將它們倒出來。
此外，冰塊也是商品的一種。能被大量銷售，這些冰塊大都是小圓柱型，中央都有穿孔。大量銷售的冰塊一般來說都相當清澈，不像家庭厨房做的冰塊中央會有霧狀，這是因為商業用的大量製冰機多半從相當薄的機器層中製造冰塊，所以水不會像使用冰塊盒時積在底部。
較不透明的霧狀冰塊之所以會產生，是由於快速冷凍的結果。當水是慢慢的結凍時（也就是非常接近冰點），在水中微小的氣泡和溶解的氣體有機會離開水面，最後的冰塊就會很清澈。如果水是快速結凍，這些氣體就會被凍結在水中，造成了霧狀冰塊，現今調酒用的實心透明冰塊以及利用於刨冰或是冰雕的大塊透明冰塊則是利用特殊的設備製成：只將水的旁邊與底部利用製冷設備冷凍，只留下頂端不冷凍，讓空氣有辦法從頂端面跑出去，使其成為透明的冰塊。

## 外部連結
- 雪池胡同曾是皇家冰窖